# Théâtre académique musical et dramatique ukrainien Vassilko
Le théâtre académique musical et dramatique ukrainien Vassilko  (Ukraine) est un théâtre d'Odessa, en Ukraine. 

## Histoire
C'est un théâtre privé créé par Alexandre Sibiryakov qui ouvrait en 1903 dans un bâtiment qui est classé. En 1995 il est baptisé Vassilko en honneur de l'artiste du peuple d'U.R.S.S. Vassil Vassilko.

### Architecture

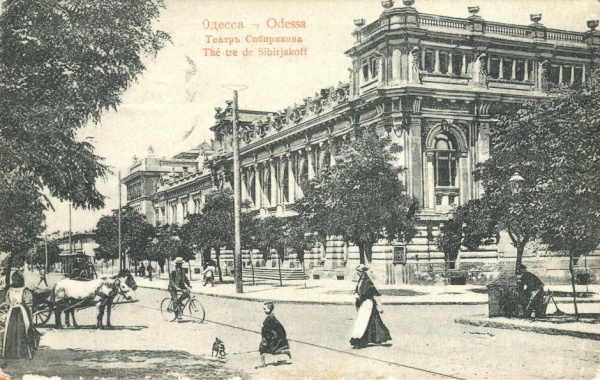
Avant 1914 sur une C.P.
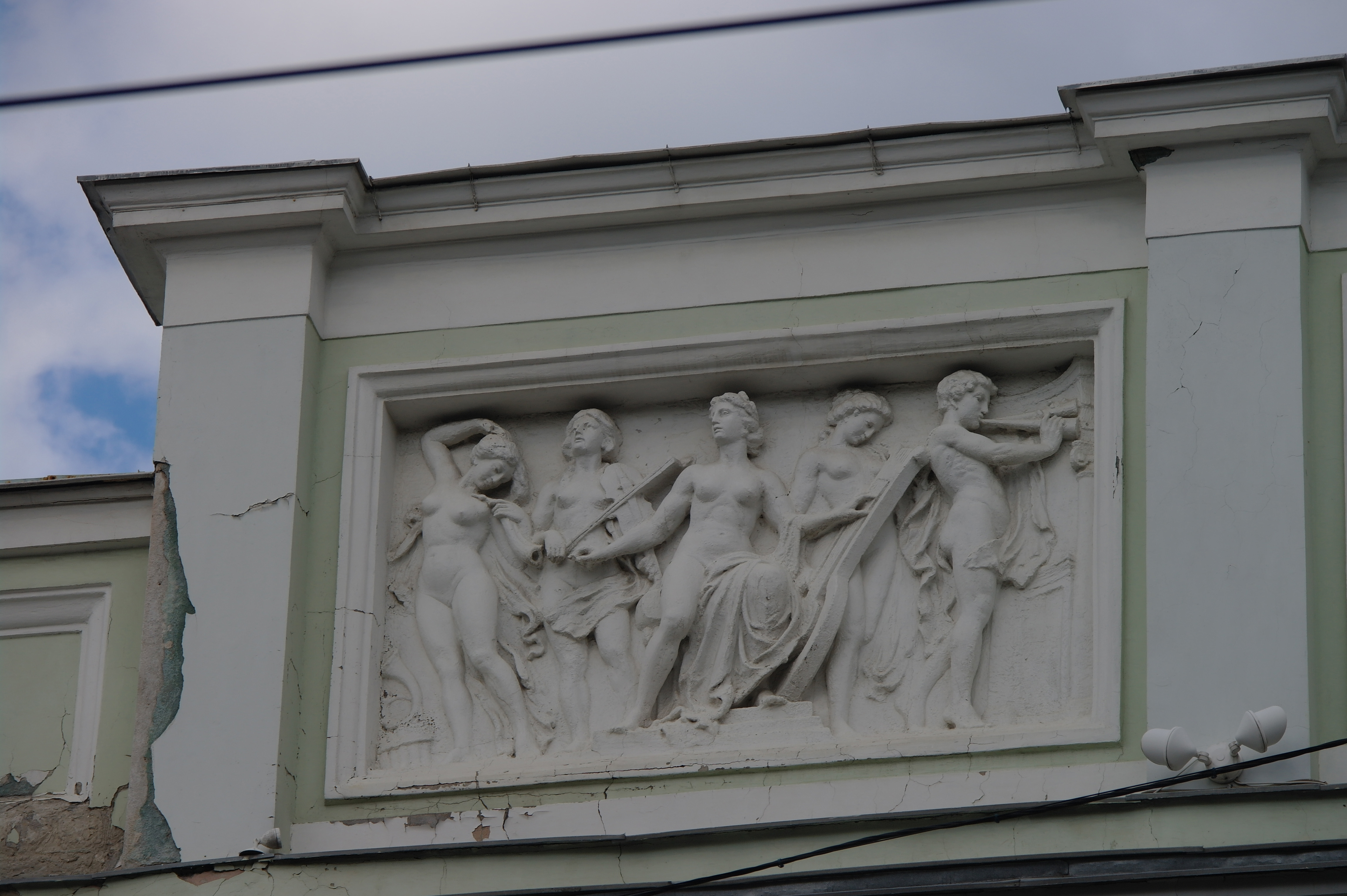
détail de la façade,
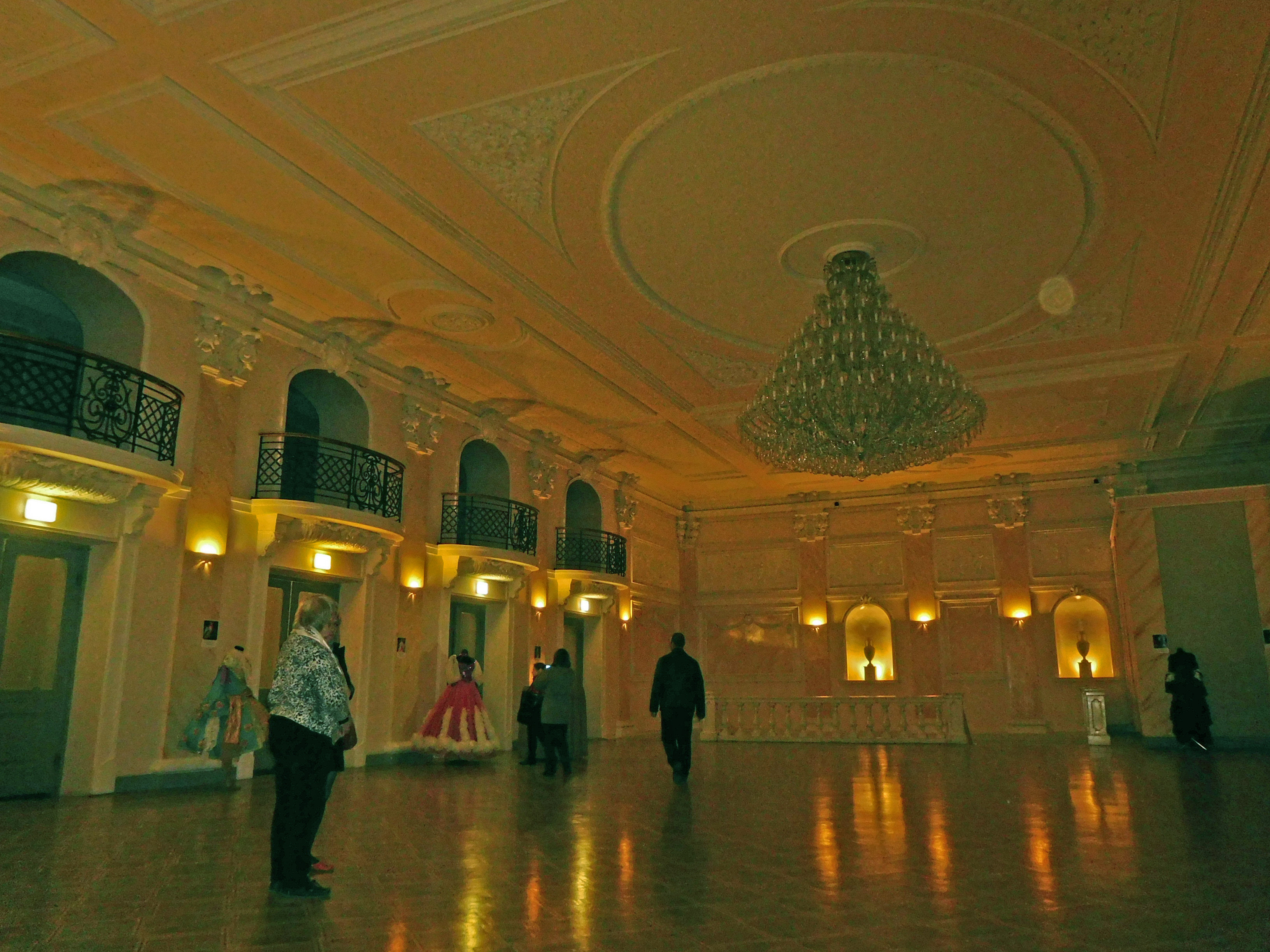
l'intérieur.